# Красная Горка (Дубниковское сельское поселение)
Кра́сная Го́рка (мар. Эҥерсола) — деревня в Сернурском районе Республики Марий Эл. Входит в состав Дубниковского сельского поселения.

## География
Находится в северо-восточной части республики Марий Эл на расстоянии менее 2 км на север-северо-запад от районного центра посёлка Сернур.

## История
Известна с 1836 года как починок Красная Гора, где числилось 11 дворов и 99 человек, в 1884 году 29 дворов и 160 жителей. В 1961—1963 годах 34 двора и 144 человека, в 1988 году 21 домохозяйство и 64 человека, в 1991—1997 годах — 21 хозяйство и 58 человек. К 2004 году оставались 20 хозяйств. В советское время работали колхозы «Трактор» и «Коммунар».

## Население
Население составляло 50 человек (мари 98 %) в 2002 году, 51 в 2010.